# یوشیهیکو ایتو
یوشیهیکو ایتو (انگلیسی: Yoshihiko Ito; ۱۶ دسامبر ۱۹۳۷ – ۲۳ دسامبر ۲۰۰۶) شیمیدان ژاپنی بود. واکنش اکسایش سائگوسا–ایتو در شیمی آلی به افتخار وی نامگذاری شده است.